# French for Beginners - Lezioni d'amore
French for Beginners - Lezioni d'amore (Französisch für Anfänger) è un film del 2006 diretto da Christian Ditter.
Si concentra su una storia d'amore adolescenziale durante uno scambio di studenti in Francia, che è complicata dalle differenze linguistiche e culturali.

## Trama
Henrik, uno studente tedesco, odia le lezioni di francese del professor Monsieur Ville Nouvelle, e sviluppa una certa avversione per tutto ciò che ha a che fare con il paese vicino. Ma poi si innamora proprio di Valerie, che ha una grande familiarità col francese poiché sua madre è parigina, e quindi è costretto a prendere parte ad un'organizzazione di un programma di scambio studentesco. Per dimostrare il suo amore, Henrik decide di partecipare allo scambio in Francia accompagnato dal suo migliore amico Johannes.
Poiché Henrik parla poco il francese, la comunicazione si sta rivelando estremamente difficile. Dopo che ha perso durante una sosta a Parigi, la possibilità di avvicinarsi a Valerie, rimane scioccato quando dopo aver incontrato degli studenti francesi, scopre che ha un fidanzato, Mathieu. Henrik, ora, non solo è geloso di Mathieu, ma anche frustrato a causa della convivenza con Thierry e la sua famiglia. Durante una festa ad una vineria francese, Henrik nota Mathieu allontanarsi verso la toilette, nella quale il giovane sorprenderà, senza farsi scoprire, il fidanzato di Valerie che fa l'amore con una ragazzina francese di nome Charlotte.
Henrik durante un litigio racconta tutto a Valerie che sconvolta lascia Mathieu. Dopo una serie di litigi i due giovani innamorati l'uno dell'altra si riavvicinano ma, quella sera stessa Valerie sorprenderà  Henrik stesso sul letto con Charlotte. Dopo questo duro colpo Valerie decide di andare a trascorrere le vacanze in Gran Bretagna per dimenticare Henrik ma, proprio mentre sta per partire arriva quest'ultimo guidando il pullman (che li ha portati a Parigi) e ciò servirà anche a dimostrare a Valerie il proprio amore. Prima del bacio finale, Henrik apre un cartello sul quale c'è scritto "Ich liebe dich" ("ti amo"). Infine, dopo tanto agognare, Henrik bacia Valerie, in mezzo alla ferrovia.

## Citazioni cinematografiche
- In una scena, fuori del cinema è presente il poster del film Le galline selvatiche e l'amore.

## Riconoscimenti
- 2006 - First Steps Awards
  - Candidatura come miglior film a Christian Ditter
- 2006 - Undine Awards
  - Candidatura al miglior giovane attore a François Goeske
  - Candidatura alla miglior giovane attrice a Paula Schramm
- 2007 - Tallinn Black Nights Film Festival
  - Just Film Audience Award a Christian Ditter
- 2007 - Toronto Sprockets International Film Festival for Children
  - Audience Award al miglior film a Christian Ditter
- 2007 - WorldFest Houston
  - Special Jury Award al miglior film a Christian Ditter